# Martyna Jasiulewicz
Martyna Iwona Jasiulewicz (ur. 2 sierpnia 1998) – polska koszykarka występująca na pozycjach rozgrywającej lub rzucającej, od 2024 zawodniczka Wisła Orlen Południe Kraków.

## Osiągnięcia
Stan na 3 maja 2024, na podstawie, o ile nie zaznaczono inaczej.

### Klubowe

#### Seniorskie
- Wicemistrzyni I ligi (2020, 2023)[2][3]
- Uczestniczka międzynarodowych rozgrywek Eurocup (2023/2024)

#### Młodzieżowe
5x5
- Wicemistrzyni Polski juniorek starszych (2020)[4]

3x3
- Uczestniczka młodzieżowych mistrzostw Polski 3x3 U–23 (2020 – 7. miejsce, 2021 – 12. miejsce)

### Indywidualne
Seniorskie
- Zaliczona do I składu grupy B I ligi (2024)[5]

Młodzieżowe
- Zaliczona do I składu mistrzostw Polski juniorek starszych (2020)[4]